# Peribatodes montserrata
Peribatodes montserrata är en fjärilsart som beskrevs av Eugen Wehrli 1943. Peribatodes montserrata ingår i släktet Peribatodes och familjen mätare. Inga underarter finns listade i Catalogue of Life.